# Missing Heart
Missing Heart е немски евроденс проект, основан от продуцентите Дейвид Брандес и Феликс Гаудер.

## История
След основаването на проекта Missing Heart през 1994 г. излиза първият сингъл „Wild Angels“, който е изпят от Лиан Лий. Missing Heart се счита за страничен проект от E-Rotic и споделя същите продуценти и певци. За разлика от E-Rotic, който е предимно за полов акт, Missing Heart беше за романтика. През 1995 г. излиза вторият сингъл „Charlene“.
През 1997 г. излиза сингълът „Moonlight Shadow“, кавър на песента на Майк Олдфийлд. Тази песен не е изпята от Лий, а от Елке Шлимбах.
През 2000 г. сингълът „Charlene“ е записан отново от новата певица Лидия Почкай. Няколко месеца по-късно последва нова версия на песента „Moonlight Shadow“, която също беше изпята от Почкай. През същата година излиза албумът „Mystery“.
Албумът „Mystery“ обаче е издаден само в Япония и Източна Европа.
Сингълът „Tears in May“ е издаден от албума „Mystery“; обаче сингълът е издаден само в Европа. Този сингъл беше най-успешният сингъл на Missing Heart от създаването му през 1994 г. Сингълът получи много внимание в Германия чрез много телевизионни промоции, например на VIVI или RTL II. За този сингъл е записан музикален видеоклип. Ману Мор, главната актриса, се появява в музикалния видеоклип. Песента обаче е изпята от певицата Лидия Почкай, но тя не се вижда във видеото.
През 2001 г. излизат синглите „Prison of Passion“ и „In Aeternum“ под заглавието „Apanachee“. Тези два сингъла също са издания от албума „Mystery“. успя да постигне добри, но доста малки успехи в Европа. „In Aeternum“ беше голям хит в класациите в Русия и Япония. В Русия „In Aeternum“ дори достига номер 1 в руските музикални класации.
През 2020 г. Брандес дигитализира албума „Mystery“ и синглите „Wild Angels“, „Moonlight Shadow“ и „Tears in May“ и ги публикува в стрийминг портали и YouTube.

## Дискография

### Албуми
- Mystery (2000)

### Сингли
- Wild Angels (1994)
- Charlene (1995)
- Moonlight Shadow (1997)
- Tears in May (2000)
- In Aeternum (2001)
- Prison of Passion (2001)